# Corynorhinus townsendii
Corynorhinus townsendii — вид рукокрилих з родини Лиликові, поширений у Північній Америці.

## Середовище проживання
Країни проживання: Канада, Мексика, Сполучені Штати Америки. Населяє різні місця: хвойні ліси і рідколісся, листяні прибережні ліси, напівпустелі і гірські чагарники.

## Морфологія
Це середніх розмірів кажан з дуже довгими, гнучкими вухами. Хутро темно-коричневе на спині й деревно-коричневе з боків; низ блідо-коричневий. Його загальна довжина становить близько 10 см, при чому хвіст близько 5 см. Розмах крил близько 28 см, важить близько 7-12 грамів.

## Поведінка
Протягом зимових місяців, вони зимують у шахтах або печерах або індивідуально, або в групах, що складаються з кількох сотень кажанів. У літній час вони спочивають у найрізноманітніших місцях, в тому числі вапнякових печерах, трубах і людських спорудах. У літній час самиці утворюють материнські групи.

## Відтворення
Самиці народжують єдине маля вагою від 2.1 до 2.7 грам. Харчуються дрібними молями, яких ловлять або в повітрі або з листя. Середня тривалість життя становить 16 років.